# シュネム
シュネム(英語:Shunem)は、旧約聖書に登場するイッサカル族の相続地の町であり、エスドラエロン平原の北端にあった。
シュネムでペリシテ人がサウルに対して布陣した。ダビデの晩年にはシュネム出身の人物アビシャグが仕えた。
預言者エリシャはシュネムに滞在したことがある。
今日、シュネムはギルボア山の向かいのモレの丘の南西山麓にある、ソレムと同定される。